# Ори, Эрик Александер
Э́рик Алекса́ндер О́ри (нидерл. Eric Alexander Orie; 25 января 1968, Утрехт, Нидерланды) — нидерландский футболист, игравший на позиции полузащитника, футбольный тренер.

## Карьера
В качестве игрока выступал за клубы из Нидерландов, Австрии, Англии и Италии. Последним клубом в его биографии стал «Лустенау 07», в котором он играл с 1998 по 2002 год. Там же началась тренерская карьера Эрика Ори: в 2002 году он в течение полугода был играющим тренером клуба. В течение следующих шести лет работал в «Лустенау 07» в качестве менеджера, спортивного директора и главного тренера клуба. 12 апреля 2010 года Ори сменил Пьера Литтбарски на посту главного тренера лихтенштейнского «Вадуца». Вследствие неудачных выступлений команды 12 ноября 2012 года был уволен со своего поста. С мая 2014 года работал в структуре хоккейного клуба «Лустенау». С 20 апреля 2015 года возглавлял австрийский «Лангенегг». Осенью 2016 года стал главным тренером «Дорнбирна 1913». С 2017 года работал ассистентом тренера афинского «Атромитоса» и «Нюрнберга» Дамира Канади.

## Достижения как тренера
- Обладатель Кубка Лихтенштейна (2): 2010, 2011
- Тренер года в Лихтенштейне: 2010
- Тренер года в Форарльберге: 2007